# 一五式水上偵察機
中島 一五式水上偵察機
霞ヶ浦空所属の一五式水偵
- 用途：偵察機
- 設計者：吉田孝雄
- 製造者：中島飛行機
- 運用者：大日本帝国海軍
- 生産数：80機
- 生産開始：1926年（大正15年）
- 退役：1938年（昭和13年）頃

一五式水上偵察機（いちごしきすいじょうていさつき）は、日本海軍の水上偵察機。中島飛行機が開発した一五式乙型水上偵察機と、愛知時計電機航空機部（のちの愛知航空機）が開発した一五式甲型水上偵察機が試作され、うち乙型が1927年（昭和2年）に制式採用された。

## 概要
第一次大戦後の数年間日本海軍は輸入機のハンザ式水上偵察機を制式機としていたが、ハンザ水偵に代わる新型の水上偵察機を開発すべく、その試作を1923年（大正13年）海軍横須賀工廠（横廠）と愛知・中島に命じた。新水偵の狙いは戦艦や巡洋艦のカタパルトから射出できる艦載用の近距離偵察機だった。横廠は全金属製の横廠式辰号試作水上偵察機を試作したが不採用となり、愛知は一五式甲型水偵（別名巳号水上偵察機）を、中島は一五式乙型水偵を試作した。

### 一五式乙型水上偵察機
中島では主任設計者を吉田孝雄技師とし、ハンザ式の視界不良の欠点を克服すべく、新設計の一葉半の主翼形式とし下方視界の広い機体を開発し、1924年（大正14年）に試作機を完成させた。審査の結果下方視界の他に飛行性能も他に比べ格段に優れていたことから、中島の機体の採用が決定。さらにカタパルト射出に耐えうるよう強度を増加し、尾翼の改修も行った後に、国産初の艦載カタパルト用水偵として1927年（昭和2年）5月に制式採用され、名称も単に「一五式水上偵察機」となった。略符号は「E2N」。
バリエーションとして通常型の一五式水上偵察機一型（E2N1）のほかに、複式操縦装置を搭載して水上中間練習機とした一五式水上偵察機二型（E2N2）があった。このほか、特殊な派生型として民間の魚群探検用機として三座化が行われた中島式漁業用水上機があり、第八義勇号と第九義勇号の2機が製造された。
昭和10年初頭まで艦載機として一線にあり、その後は中間練習機として用いられた。生産機数は約80機で、ほかに民生用として郵便機等の用途で10機程度が川西航空機でも生産された。

### 一五式甲型水上偵察機
愛知は三木鉄夫技師を設計主務者として、ハンザ式の近代改修型とも言うべき低翼単葉機を開発し、1924年に試作機を完成させた。主翼とフロート支柱に独自の構造を採用するなど意欲的な試みが行われていたが、試作機は安定性が悪く、重心位置の変更など数度に渡る改修が行われたものの不採用となり、試作機4機の製作のみに終わった。

## 性能諸元
一五式水上偵察機一型
- 全長：9.565 m
- 全幅：13.52 m
- 全高：3.688 m
- 主翼面積：30.0 m2（上翼）、14.0 m2（下翼）
- 自重：1,409 kg
- 全備重量：1,950 kg
- エンジン：三菱イスパノ・スイザ（ヒ式） 三百馬力発動機 水冷V型8気筒（最大340 hp） × 1
- 最大速度：172.2 km/h
- 航続時間：5時間
- 武装：7.7mm旋回機銃 × 1
- 乗員：2名

一五式甲型水上偵察機
- 全長：9.485 m
- 全幅：13.63 m
- 全高：3.28 m
- 主翼面積：32.45 m2
- 自重：1,200 kg
- 全備重量：1,700 kg
- エンジン：三菱イスパノ・スイザ（ヒ式） 三百馬力発動機 （最大330 hp） × 1
- 最大速度：180 km/h
- 実用上昇限度：4,800 m
- 武装：7.7mm旋回機銃 × 1
- 乗員：2名

## 余話
バラエティ番組『探偵!ナイトスクープ』（1992年3月13日放送分）の依頼「縁の下の零戦」は、大阪市内で木工業を営む男性による「床下に零戦のプロペラが50年間眠っているので、引き取り先を探したい」というものであったが、調査の結果一五式水偵のものであることが判明した。太平洋戦争末期に物資不足から木製の軍用機が計画された際、サンプルとして製造業側へ提供されたものと見られ、最終的に中島飛行機の後身富士重工業が引き取ることで落着した。